# Richardis Bavorská
Richardis Bavorská (1173 – 7. prosince 1231) byla hraběnkou z Geldern. Narodila se jako dcera falckraběte Oty, který se stal později prvním bavorským vévodou z rodu Wittelsbachů, a jeho manželky Anežky z Loonu.

## Manželství a potomci
V roce 1186 se Richardis provdala za Otu I. z Geldern, s nímž měla několik dětí Po manželově smrti v roce 1207 se stala abatyší cisterciáckého kláštera Roermond, kde 7. prosince 1231 zemřela a byla pochována v klášterním kostele.